# 皮林国家公园
皮林国家公园（英語：Pirin National Park）是位于保加利亚西南部的一座国家公园。皮林国家公园面积达400平方千米，海拔从1008米到2914米，覆盖了皮林山脉的大部分地区。皮林国家公园中有两块自然保护区，保加利亚最老的自然保护区Bayuvi Dupki-Dzhindzhiritsa和Yulen自然保护区。1983年，皮林国家公园被列入世界遗产，2010年其范围扩大到今日的规模。

## 历史
历史上，皮林国家公园的界限和范围多次变化。1962年11月8日以保护山脉最高处森林为目的的Vihren国家公园创立。公园的面积为62 km2（24 sq mi）。1974年公园被改名为皮林人民公园，范围有所扩大。1979年，在班斯科建立了单独的公园管理部门。1983年被列入世界自然遗产。1998年通过了保护法律，这一区域被列入国家公园。

## 植被
皮林国家公园面积广大使得它成为保加利亚植物种类最多的地方。19世纪末20世纪初进行了对皮林国家公园植被的调查。皮林国家公园有大约1300种高等植物，包括了保加利亚所有高等植物种类的30%。除去高等植物之外，还有大约300种苔藓和大量的藻类。
公园有18种地方特有植物，15种保加利亚特有植物和很多巴尔干地区特有植物，还有大约60种保护植物，比如皮林国家公园的特征高山火绒草，共有126种植物被列入保加利亚濒危物种红皮书。皮林国家公园的植物分为三个带，森林带、亚高山带和高山带。有一棵24米高的波斯尼亚松Baykusheva mura，据说是保加利亚最古老的树。

## 动物
皮林国家公园也有很多动物，大约2090种和亚种的无脊椎动物，其中300种珍稀物种，214种地方特有物种和175种动物一流，其中15种被列入国际濒危动物清单。公园中共栖息着6种鱼类，8种两栖动物和11种爬行动物。园内鸟类众多，有大约160种，占保加利亚鸟类总种类的40%。大约有45种陆生哺乳动物，包括12种蝙蝠，包括野山羊，巴尔干endemyte和棕熊。

## 外在链接
- World Conservation Monitoring Centre （页面存档备份，存于）
- Pirin National Park at BulgariaTravel.org